# 草地球場

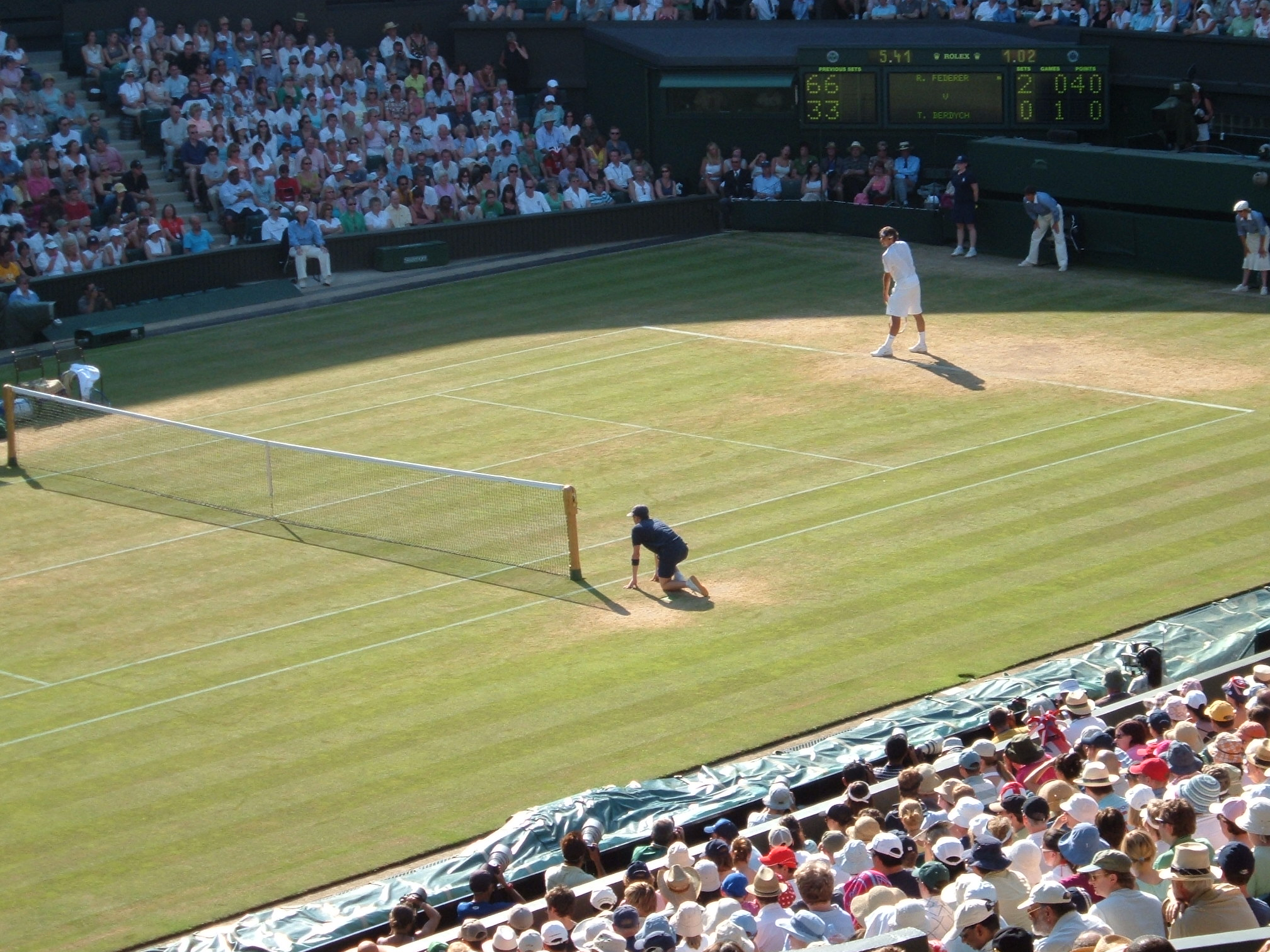
草地球場

草地球場為網球主要四種場地中的其中一種。其重要的建造材料是草皮，顔色為綠色的。著名的網球大滿貫賽事之一的溫布頓網球錦標賽就是採用草地球場。

## 草地球場特性
草地球場在四種主要的網球球場（草地球場、硬地球場、泥地球場、地毯球場）中，球的彈跳速度是次快的，球的彈跳高度也最低，球員們擊球的準備時間不多、不太有時間去追球。因而在草地球場上，較容易擊出讓對手無法回擊及不規則彈跳的球。因此一般而言， 發球上網型球員的打法在這種場地上較佔優勢。
草地球場上的球速會因天氣而有所不同，在濕冷的天氣下球速會較慢，因為草地上凝結的露水會沾在網球上，而在乾熱的天氣下球速則較快。
此外，澳洲網球公開賽於1987年以前也是使用草地球場，不過因澳洲本身乾熱氣候致草皮生長不高之關係，跟溫網草地球場相比是較趨近於泥地球場。
草地球場的造價與養護費用高昂且維護費事，除了對於場地有氣候的嚴格限制，種植草皮需要用掉數以噸計的種子，養護常需要灑水、養草、剪草、劃線、掃線，公開賽賽季途中亦需測量球場的表面彈性等等，比賽結束後更需將整片草地翻新。

## 使用草地球場的賽事
由於草地球場的氣候限制，因此極少有使用草地球場的比賽，較著名的有溫布頓網球公開賽、女王俱樂部錦標賽、哈雷公開賽等賽事使用草地球場。